# Narcissus Geyser
Narcissus Geyser est un geyser de type « fontaine » situé dans le Lower Geyser Basin dans le parc national de Yellowstone aux États-Unis.
Il fait partie du Pink Cone Group, dont font aussi partie Bead Geyser, Box Spring, Dilemma Geyser, Labial Geyser, Pink Geyser et Pink Cone Geyser.

## Histoire
Pendant les années 1880, les membres de The Hague Party l'ont nommé Narcissus Geyser. Dans la mythologie grecque, Narcisse était célèbre pour sa beauté. Il était trop orgueilleux et méprisait ceux qui l'aimaient. Comme une punition divine, il tomba amoureux de son propre reflet dans l'eau, ne réalisant pas que ce n'était qu'une image. Cela l'a conduit à la mort, étant dans l'impossibilité de quitter son reflet.

## Éruptions
Narcissus a des éruptions mineures et majeures. Les éruptions mineures durent entre 5 et 8 minutes et mesurent 6,1 m de haut. Les éruptions majeures durent jusqu'à 15 minutes et mesurent 4,6 m de haut. L'intervalle entre deux éruptions est compris entre 2,25 et 6 heures.
Ce geyser est le geyser le plus difficile à voir parmi ceux du Pink Cone Group puisque c'est le plus éloigné de la route et il est partiellement caché par les arbres. Son cône est légèrement rose, la même couleur que Pink Geyser et Pink Cone Geyser, ce qui indique qu'ils peuvent être liés ensemble, même s'ils ne semblent pas interagir entre eux.